# Sofía Cancino de Cuevas
Sofía Cancino de Cuevas, född 29 juli 1897 i Mexico City, död 16 december 1982 i Mexiko City, var en mexikansk kompositör, sångare, pianist och den första mexikanska kvinnliga symfonidirigenten.

## Karriär
1932 gick Cancino på Universidad Nacional Autónoma de México (UNAM), Escuela de musica, där hon studerade sång med Consuelo Escobar de Castro och David Silva, samt kompletterande kompositionskurser med Rafael J. Tello, Manuel Ponce och Julián Carrillo. 1935 hade Adagio och Allegro från hennes dörsta symfoni premiär på Amfiteatro Simón Bolívar. Sofía Cancino de Cuevas was born in Mexico City on July 29, 1897.
År 1937 började hon sin karriär som artist, spelade Mozarts Krönungskonzert för piano och orkester och sjöng olika operaarior för mezzosopran. Samma år släpptes hennes konsert för piano och orkester. Året därpå debuterade hon i rollen som Rosina i operan Barberaren i Sevilla i Auditorium of the American School, tillsammans med tenoren Carlos Mejía och under ledning av J.M. Acuña. År 1939 avslutade Cancino de Cuevas sina studier i komposition. Det året hade hon premiär för sin första kvartett för stråkar, katalogiserad som Opus 1. 1940 fick hon ett hedervärt omnämnande för sin symfoniska dikt El gallo en Pátzcuaro för orkester och manlig kör i en tävling som anordnades av UNAM. 1941 regisserade hon presentationen av Mozarts Don Juan på Arbeu-teatern, med deltagande av bland annat sångarna Ángel R. Esquivel (baryton), Carlos Mejía (tenor) och Margarita Cueto (sopran). Detta gjorde henne till Mexikos första kvinnliga dirigent. 1944 grundade hon Operaskolan, med vilken hon dirigerade Askungen och La serva padrona av Giovanni Battista Pergolesi, Bastien och Bastienne av Wolfgang Amadeus Mozart och Det hemliga äktenskapet av Domenico Cimarosa i Palacio de Bellas Artes i november samma år. 
År 1947 sjöng Cancino de Cuevas huvudrollen i Gioachino Rossinis Askungen på Palacio de Bellas Artes, under ledning av Umberto Mugnai.  I Beethovens rum på Hotel Reforma presenterade hon violinisten Jeanne Court och sångarna Lorenzo Canno och Alfred Knopf. Under flera år presenterade hon kompletta operor med kostymer och scenografi vid privata tillställningar. Bland dem var den mexikanska versionen av Rossinis Italienskan i Alger 1962, där hon spelade huvudrollen Isabella, återigen under ledning av Umberto Mugnai. Under egen orkesterledning och arrangemang presenterade hon operor som Barberaren i Sevilla av Rossini, Don Pasquale, Kärleksdrycken och Lucia di Lammermoor av Gaetano Donizetti och La Traviata av Giuseppe Verdi. Av hennes produktion som kompositör släpptes endast en liten del; resten, inklusive alla hennes operor, har förblivit opublicerade.
Sofía Cancino de Cuevas dog i Mexico City den 16 december 1982 vid 85 års ålder.

## Verk
Sofía Cancino de Cuevas var författare till nästan hundra stycken, inklusive verk för symfoniorkester, opera, orkester och kör, kammarmusik, solopiano, piano och sång. Cancinos arbete har förblivit praktiskt taget opublicerat. För närvarande katalogiseras det av Alejandro Duprat. Cancino kan vara den första kvinnliga mexikanska kompositören som skapat en symfoni.